# Japanische Mahonie
Die Japanische Mahonie (Mahonia japonica) ist eine Pflanzenart aus der Familie der Berberitzengewächse (Berberidaceae). Ihr ursprüngliches Verbreitungsgebiet ist unbekannt; sie ist in Japan schon seit langem in Kultur und dort unter dem Namen Hiiraginanten (jap. 柊南天) bekannt.

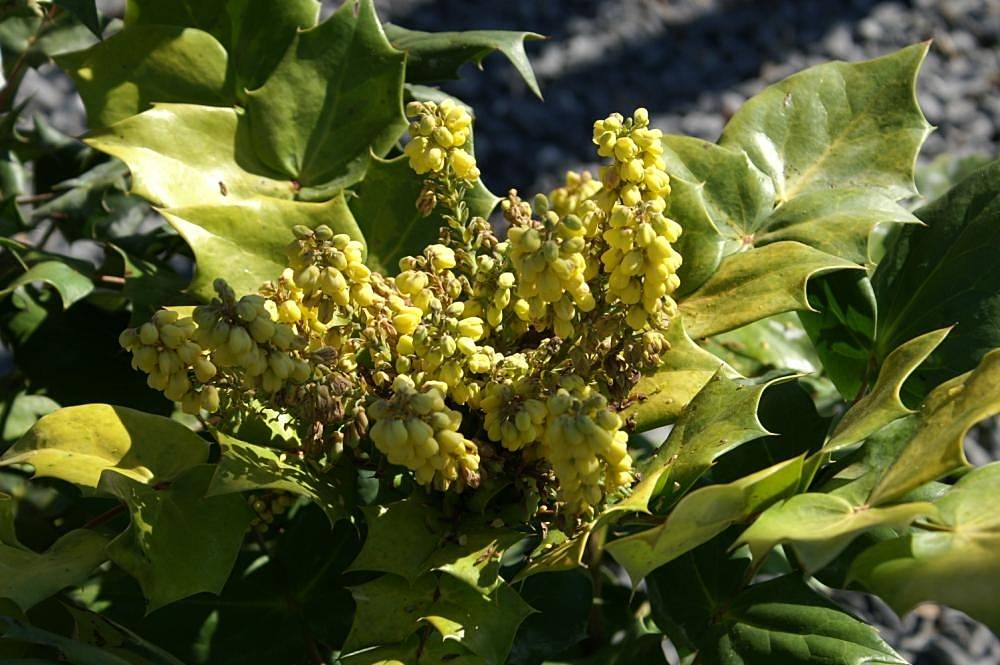
Blätter und Blütenstände

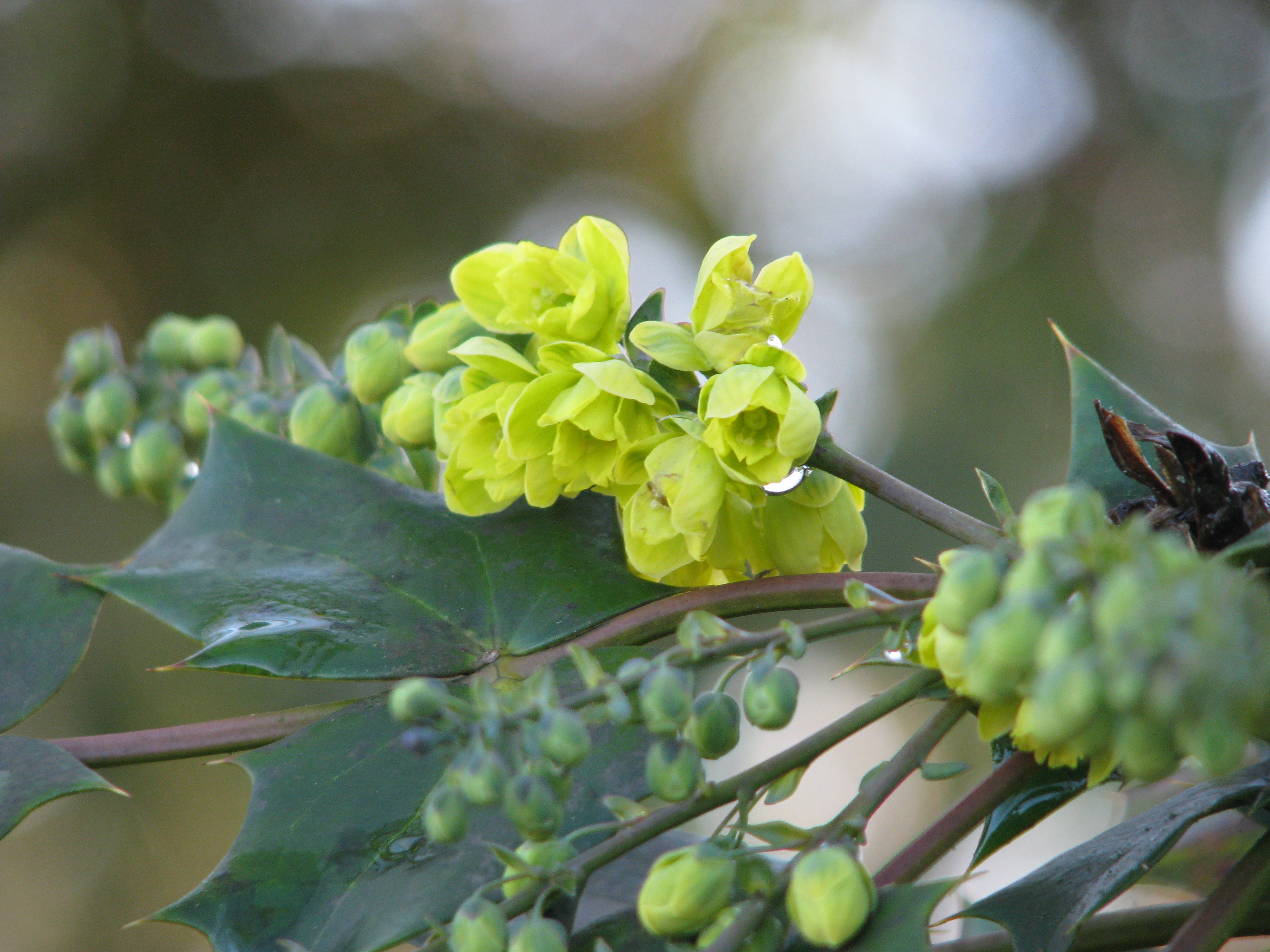
Blüten

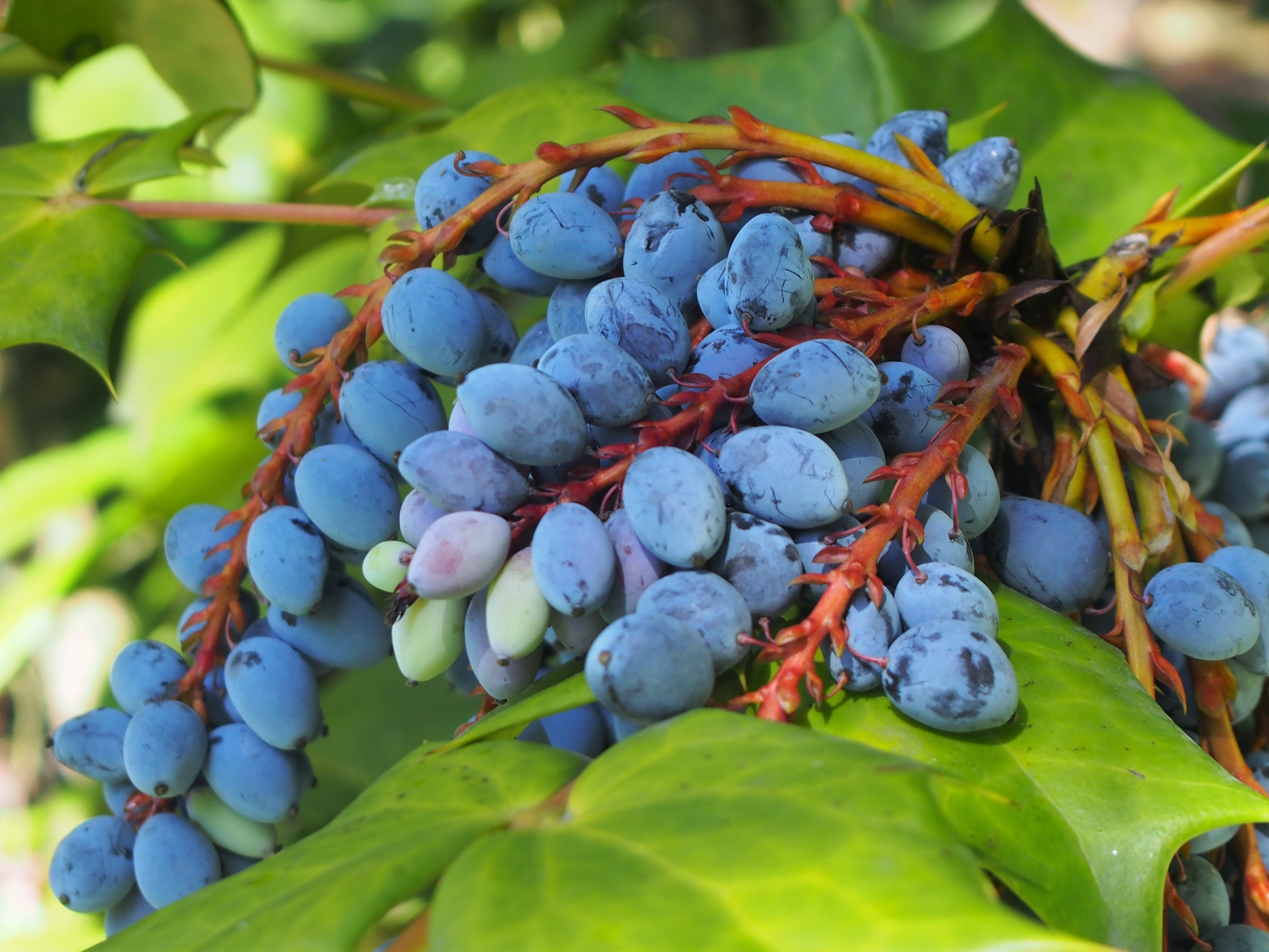
Fruchtstand

## Beschreibung
Die Japanische Mahonie ist ein bis 2 Meter hoher, immergrüner Strauch. Die Äste des Strauches sind aufrecht und wenig verzweigt. Die wechselständigen und kurz gestielten, unpaarig gefiederten Laubblätter sind bis zu 50 Zentimeter lang, sie bestehen aus 7 bis 15 Blättchen. Diese sind steifledrig und bis 9 Zentimeter lang sind. Die stachelspitzigen, eiförmigen, spitzen bis zugespitzten Blättchen sind nur wenig gewölbt und weisen an jeder Seite 3 bis 8 grobe, stachelige Zähne auf. Die Blättchenoberseite ist leicht glänzend graugrün, die Unterseite ist auffallend gelbgrün (was ein wichtiges Unterscheidungsmerkmal gegenüber der sonst recht ähnlichen Beales Mahonie (Mahonia bealei) ist). Die knapp herzförmige Basis der Blättchen ist oft schräg und ungleich. Nur das Endblättchen ist gestielt, die seitlichen sind sitzend.
Die Blüten erscheinen von Februar bis Mai und sind schwefelgelb gefärbt und stark duftend, sie stehen in endständigen, bis zu 20 Zentimeter langen, lockeren, bis zu 16 zusammenstehenden Trauben. Die Früchte, Beeren mit Narbenresten mit oder ohne Griffel, sind bis 8 Millimeter lang, eiförmig bis ellipsoid, schwarz-blau und „bereift“.
Die Chromosomenzahl beträgt 2n = 28.

## Verwendung
Diese Art wird als Zierstrauch in Gärten und Parks verwendet. Sie ist in Mitteleuropa winterhart. Die Früchte sind essbar.

## Verschiedenes
Mit der Lomariablättrigen Mahonie bildet die Japanische Mahonie die Hybride Mahonia × media.
Mahonia japonica 'Bealei' ist ein Synonym für Beales Mahonie (Mahonia bealei).

## Systematik
Das Basionym für die Art ist Ilex japonica Thunb.; die entsprechende Pflanzenbeschreibung vom schwedischen Naturforscher Carl Peter Thunberg wurde 1784 veröffentlicht. Die akzeptierte Erstbeschreibung unter dem Namen Mahonia japonica von Augustin Pyrame de Candolle wurde 1821 veröffentlicht. Die Gattungszugehörigkeit wird allerdings kontrovers gesehen; laut GRIN ist die 1818 veröffentlichte Beschreibung von Robert Brown unter dem Namen Berberis japonica (Thunb.) R.Br. die gültige.